# قائمة تشريعات التعاقدات والمناقصات والمزايدات (مصر)
قوانين وقرارات التعاقدات والمناقصات والمزايدات في مصر

## المناقصات والمزايدات
| م | التشريع المنظم                                                    | تشريعات التعديلات | قرارات اللائحة التنفيذية للتشريع المنظم | الحالة | ملاحظات                                  |
| - | ----------------------------------------------------------------- | --- | --- | ------ | ---------------------------------------- |
|   | تنظيم التعاقدات التي تبرمها الجهات العامة قانون رقم 182 لسنة 2018 | قانون رقم 188 لسنة 2020 | - قرار وزاري رقم 289 لسنة 2021 - قرار وزاري رقم 28 لسنة 2020 - قرار وزاري رقم 692 لسنة 2019 | ساري   | ألغي بموجبه: - القانون رقم 89 لسنة 1998  |
|   | تفضيل المنتجات المصرية في العقود الحكومية قانون رقم 5 لسنة 2015   | قانون رقم 90 لسنة 2018 | قرار وزاري رقم 656 لسنة 2015 | ساري   |                                          |
|   | تنظيم المناقصات والمزايدات قانون رقم 89 لسنة 1998                 | - قانون رقم 48 لسنة 2014 - قانون رقم 82 لسنة 2013 - قانون رقم 14 لسنة 2009 - قانون رقم 191 لسنة 2008 - قانون رقم 148 لسنة 2006 - قانون رقم 5 لسنة 2005 | - قرار وزاري رقم 426 لسنة 2016 - قرار وزاري رقم 549 لسنة 2010 - قرار وزاري رقم 347 لسنة 2010 - قرار وزاري رقم 399 لسنة 2009 - قرار وزاري رقم 528 لسنة 2008 - قرار وزاري رقم 374 لسنة 2008 - قرار وزاري رقم 529 لسنة 2007 - قرار وزاري رقم 435 لسنة 2007 - قرار وزاري رقم 497 لسنة 2006 - قرار وزاري رقم 219 لسنة 2006 - قرار وزاري رقم 2 لسنة 2000 - قرار وزاري رقم 513 لسنة 1999 - قرار وزاري رقم 1367 لسنة 1998 | ملغي   | ألغي بموجبه: - القانون رقم 9 لسنة 1983   |
|   | تنظيم المناقصات والمزايدات قانون رقم 9 لسنة 1983                  | | | ملغي   | ألغي بموجبه: - القانون رقم 236 لسنة 1954 |
|   | تنظيم المناقصات والمزايدات قانون رقم 236 لسنة 1954                | قانون رقم 108 لسنة 1961 | | ملغي   | ألغي بموجبه: - القانون رقم 58 لسنة 1953  |
|   | تنظيم المناقصات قانون رقم 58 لسنة 1953                            | قانون رقم 188 لسنة 1953 | | ملغي   |                                          |

## القانون المدني
| م | التشريع المنظم                                 | تشريعات التعديلات | قرارات اللائحة التنفيذية للتشريع المنظم | الحالة | ملاحظات |
| - | ---------------------------------------------- | --- | --------------------------------------- | ------ | --- |
|   | القانون المدني قانون رقم 131 لسنة 1948         | - قانون رقم 155 لسنة 2024 - قانون رقم 137 لسنة 2006 - قانون رقم 4 لسنة 1996 - قانون رقم 55 لسنة 1970 - قانون رقم 39 لسنة 1959 - قانون رقم 147 لسنة 1957 |                                         | ساري   | ألغي بموجبه: - القانون المدني الأهلي الصادر في 28 أكتوبر 1883 - القانون المدني المختلط الصادر في 28 يونيو 1875 |
|   | القانون المدني الأهلي الصادر في 28 أكتوبر 1883 | - قانون رقم 28 لسنة 1940 - قانون رقم 20 لسنة 1938 - قانون رقم 79 لسنة 1933 - قانون رقم 49 لسنة 1923 - قانون رقم 34 لسنة 1912                            |                                         | ملغي   | |
| 1 | القانون المدني المختلط الصادر في 28 يونيو 1875 | - قانون رقم 50 لسنة 1923 - قانون رقم 19 لسنة 1923 - قانون رقم 27 لسنة 1912                                                                              |                                         | ملغي   | |

## أخرى
| م | التشريع المنظم                                                           | تشريعات التعديلات       | قرارات اللائحة التنفيذية للتشريع المنظم | الحالة | ملاحظات |
| - | ------------------------------------------------------------------------ | ----------------------- | --------------------------------------- | ------ | ------- |
|   | تعويضات عقود المقاولات والتوريدات والخدمات العامة قانون رقم 84 لسنة 2017 | قانون رقم 173 لسنة 2022 |                                         | ساري   |         |
|   | تنظيم التوقيع الإلكتروني قانون رقم 15 لسنة 2004                          |                         |                                         | ساري   |         |

## أنظر أيضاً
- قائمة تشريعات الاستثمار والمناطق الحرة (مصر)
- قائمة تشريعات المناطق الاقتصادية (مصر)
- قائمة تشريعات الطاقة والثروة المعدنية (مصر)
- قائمة تشريعات السياحة (مصر)
- قائمة تشريعات الصناعة (مصر)
- قائمة تشريعات الزراعة (مصر)
- قائمة تشريعات النقل (مصر)
- قائمة تشريعات التعمير (مصر)
- قائمة تشريعات الصحة (مصر)
- قائمة تشريعات الرياضة (مصر)
- قائمة تشريعات التنمية (مصر)
- قائمة تشريعات التجارة والشركات (مصر)
- قائمة تشريعات المواصفات والقياس (مصر)
- قائمة تشريعات الاستيراد والتصدير (مصر)
- قائمة تشريعات الإتفاقيات الدولية (مصر)
- قائمة تشريعات الرقابة والحماية والتحكيم (مصر)
- قائمة تشريعات الأسواق والأدوات المالية غير المصرفية (مصر)
- قائمة تشريعات المصارف والنقد (مصر)
- قائمة تشريعات الضرائب والجمارك والرسوم (مصر)
- قائمة تشريعات العمل (مصر)